# Zavar
Zavar este o comună din Slovacia aflatâ în districtul Trnava, regiunea Trnava. Localitatea se află la altitudinea de 137 m deasupra n.m., se întinde pe o suprafață de 13,95 km2 și în 2017 număra 2.291 de locuitori.

## Istoric
Zavar este atestată documentar din 1255.

## Demografie
| An:                | 1994 | 2004   | 2014    | 2024    |
| ------------------ | ---- | ------ | ------- | ------- |
| Număr de persoane: | 1649 | 1755   | 2222    | 2563    |
| Diferență:         |      | +6,42% | +26,60% | +15,34% |

| An:                | 2023 | 2024   |
| ------------------ | ---- | ------ |
| Număr de persoane: | 2536 | 2563   |
| Diferență:         |      | +1,06% |